# Marco Troya
Marco Stalin Troya Fuertes (Quevedo, 16 de enero de 1969) es un ingeniero y político ecuatoriano. Fue asambleísta nacional, entre 2021 y 2023.

## Biografía
Nació el 16 de enero de 1969 en Quevedo, provincia de Los Ríos. Realizó sus estudios secundarios en el colegio América y los superiores en la Escuela Superior Politécnica del Litoral de la ciudad de Guayaquil, donde obtuvo el título de ingeniero en minas.
Fue elegido alcalde de Valencia en las elecciones seccionales de 1996 por el Partido Roldosista Ecuatoriano, con el 46% de los votos. En las elecciones de 2000 y de 2004 fue reelecto al cargo, con el 72% y el 81 % de los votos respectivamente.
En las elecciones seccionales de 2009 fue elegido prefecto provincial de Los Ríos por el movimiento Alianza PAIS. En las elecciones de 2014 fue reelecto al cargo con un amplio margen de votación. Una encuesta publicada a principios de 2015 reveló que el índice de aprobación a su gestión se ubicaba en el 96%, lo que representaba el porcentaje más alto entre las autoridades seccionales analizadas.
El 15 de octubre de 2019 fue nombrado Secretario del Agua por el presidente Lenín Moreno en reemplazo de Humberto Cholango, quien renunció durante las Manifestaciones en Ecuador de 2019.
Para las elecciones legislativas de 2021 fue elegido asambleísta nacional en representación de la provincia de Los Ríos por el movimiento Ecuatoriano Unido.